# Сакмарський район
Сакма́рський район — муніципальний район Оренбурзької області Російської Федерації.
Адміністративний центр — село Сакмара.

## Географія
Сакмарський район розташований у центральній частині Оренбурзької області та межує з Оренбурзьким, Переволоцьким, Октябрським, Тюльганським і Сарактаським районами області.
Територією району протікають річки: Салмиш, Сакмара і ліва притока річки Юшатир.

## Історія
Район утворений у 1935 році. На початку 1960-их років був ліквідований, в 1965 році відновлений.

## Населення
Населення — 28062 особи (2019; 29179 в 2010, 28569 у 2002).

## Адміністративний поділ
Район адміністративно поділяється на 15 сільських поселень:
| Поселення                          | Площа, км² | Населення, осіб (2002) | Населення, осіб (2010) | Населення, осіб (2019) | Центр             | Населені пункти |
| ---------------------------------- | ---------- | ---------------------- | ---------------------- | ---------------------- | ----------------- | --------------- |
| Архиповська сільська рада          | 106,08     | 682                    | 761                    | 789                    | Архиповка         | 3               |
| Біловська сільська рада            | 156,12     | 1407                   | 1855                   | 1805                   | Біловка           | 4               |
| Білоусовська сільська рада         | 256,71     | 872                    | 892                    | 754                    | Білоусовка        | 2               |
| Верхньочебеньківська сільська рада | 142,77     | 1566                   | 1541                   | 1401                   | Верхні Чебеньки   | 5               |
| Дмитрієвська сільська рада         | 11,73      | 2207                   | 1703                   | 1282                   | Жилгородок        | 2               |
| Єгор'євська сільська рада          | 146,47     | 819                    | 835                    | 805                    | Єгор'євка         | 5               |
| Каменська сільська рада            | 88,45      | 427                    | 432                    | 432                    | Каменка           | 2               |
| Краснокомунарська селищна рада     | 15,37      | 4263                   | 4222                   | 4042                   | Красний Комунар   | 2               |
| Мар'євська сільська рада           | 113,81     | 918                    | 861                    | 824                    | Мар'євка          | 3               |
| Нікольська сільська рада           | 105,93     | 1803                   | 1727                   | 1495                   | Нікольське        | 2               |
| Сакмарська сільська рада           | 104,02     | 4663                   | 5068                   | 4999                   | Сакмара           | 2               |
| Світла сільська рада               | 273,60     | 3231                   | 3327                   | 3100                   | Світлий           | 7               |
| Татаро-Каргалинська сільська рада  | 227,58     | 3660                   | 3870                   | 4353                   | Татарська Каргала | 2               |
| Тимашевська сільська рада          | 112,64     | 597                    | 555                    | 489                    | Тимашево          | 1               |
| Українська сільська рада           | 186,43     | 1454                   | 1530                   | 1492                   | Перша Григор'євка | 5               |

- 2013 року ліквідована Середньокаргальська сільська рада, територія увійшла до складу Світлої сільради[4].

## Найбільші населені пункти
Нижче подано перелік населених пунктів з чисельність населення понад 1000 осіб:
| № | Населений пункт   | Населення, осіб (2002) | Населення, осіб (2010) |
| - | ----------------- | ---------------------- | ---------------------- |
| 1 | Сакмара           | 4620                   | 5030                   |
| 2 | Красний Комунар   | 4190                   | 4134                   |
| 3 | Татарська Каргала | 3497                   | 3800                   |
| 4 | Світлий           | 2118                   | 2171                   |
| 5 | Жилгородок        | 2165                   | 1666                   |
| 6 | Нікольське        | 1658                   | 1600                   |
| 7 | Біловка           | 1051                   | 1282                   |

## Господарство
Економіка району має сільськогосподарську спрямованість, промислову продукцію в основному виробляють малі підприємства і переробні цехи сільськогосподарських підприємств.